# Carbonato de hierro (II)
El carbonato de hierro (II), o carbonato ferroso, es un compuesto químico con fórmula FeCO
3, que se presenta de forma natural como el mineral siderita. A temperatura ambiente ordinaria, es un sólido iónico de color verde-marrón que consiste en cationes de hierro (II) Fe2+
 y aniones carbonato CO2−
3.  El compuesto cristaliza con el mismo motivo que el carbonato cálcico. En este motivo, el dianión de carbonato es casi plano. Sus tres átomos de oxígeno se unen cada uno a dos centros de Fe(II), de manera que el Fe tiene una geometría de coordinación octaédrica.

## Preparación
El carbonato ferroso puede prepararse haciendo reaccionar una solución de dos iones, como el cloruro de hierro (II) y el carbonato de sodio:
Fe + CO
2 + H
2O → FeCO
3 + H
2
El carbonato ferroso también puede prepararse a partir de soluciones de sales de hierro(II), como el perclorato de hierro(II), con bicarbonato sódico, lo que libera dióxido de carbono:
FeCl
2 + Na
2CO
3 → FeCO
3 + 2NaCl
Sel y otros utilizaron esta reacción ( pero con FeCl
2 en lugar de Fe(ClO
4)2 ) a 0,2 M para preparar FeCO
3 amorfo. 
Se debe tener cuidado de excluir el oxígeno O
2 de las soluciones, porque el ion Fe2+
 se oxida fácilmente a Fe3+
, especialmente a un pH superior a 6,0 
El carbonato ferroso también se forma directamente en las superficies de acero o hierro expuestas a soluciones de dióxido de carbono, formando una incrustación de carbonato ferroso.
Fe(ClO
4)2 + 2NaHCO
3 → FeCO
3 + 2NaClO
4 + CO
2 + H
2O

## Propiedades
Wei Sun y otros determinaron la dependencia de la solubilidad en agua con la temperatura.
{\displaystyle \log K_{\mathit {sp}}=-59.3498-0.041377T-2.1963/T+24.5724\log T+2.518{\sqrt {I}}-0.657I,}
donde T es la temperatura absoluta en kelvins, e I es la fuerza iónica del líquido. 
El carbonato de hierro se descompone a unos 500-600 grados Celsius (773,2-873,2 K). 

## Usos
El carbonato ferroso se ha utilizado como suplemento dietético de hierro para tratar la anemia. Se observa que tiene una biodisponibilidad muy baja en gatos y perros. 

## Toxicidad
El carbonato ferroso es ligeramente tóxico; la dosis letal oral probable se sitúa entre 0,5 y 5 g/kg (entre 35 y 350 g para una persona de 70 kg).

## Carbonato de hierro (III)
A diferencia del carbonato de hierro (II), el carbonato de hierro (III) no se ha aislado. Los intentos de producir carbonato de hierro(III) mediante la reacción de iones férricos acuosos e iones carbonato dan lugar a la producción de óxido de hierro(III)  con la liberación de dióxido de carbono o bicarbonato. 